# MODO Hockey
MODO Hockey, eigentlich MoDo Hockeyklubb, ist ein schwedischer Eishockeyverein aus Örnsköldsvik in Ångermanland, der 1921 als Alfredshems IK gegründet wurde. Die Männermannschaft spielt seit 2023/24 wieder in der erstklassigen Svenska Hockeyligan, nachdem man seit 2016 in der zweitklassigen HockeyAllsvenskan gespielt hatte. Zuvor war Modo ununterbrochen in der erstklassigen Svenska Hockeyligan. Am Ende der Saison 2024/25 erfolgte der erneute Abstieg in die zweitklassige HockeyAllsvenskan. Seit 2006 ist die Hägglunds Arena die Spielstätte des Klubs. Die Frauenmannschaft des Vereins spielt in der Svenska damhockeyligan.
Die männlichen Profis gewannen zweimal die schwedische Meisterschaft (1979 und 2007) und viermal die Vizemeisterschaft (1994, 1999, 2000 und 2002). Die Frauenmannschaft gewann die schwedische Meisterschaft im Jahr 2012.

## Geschichte

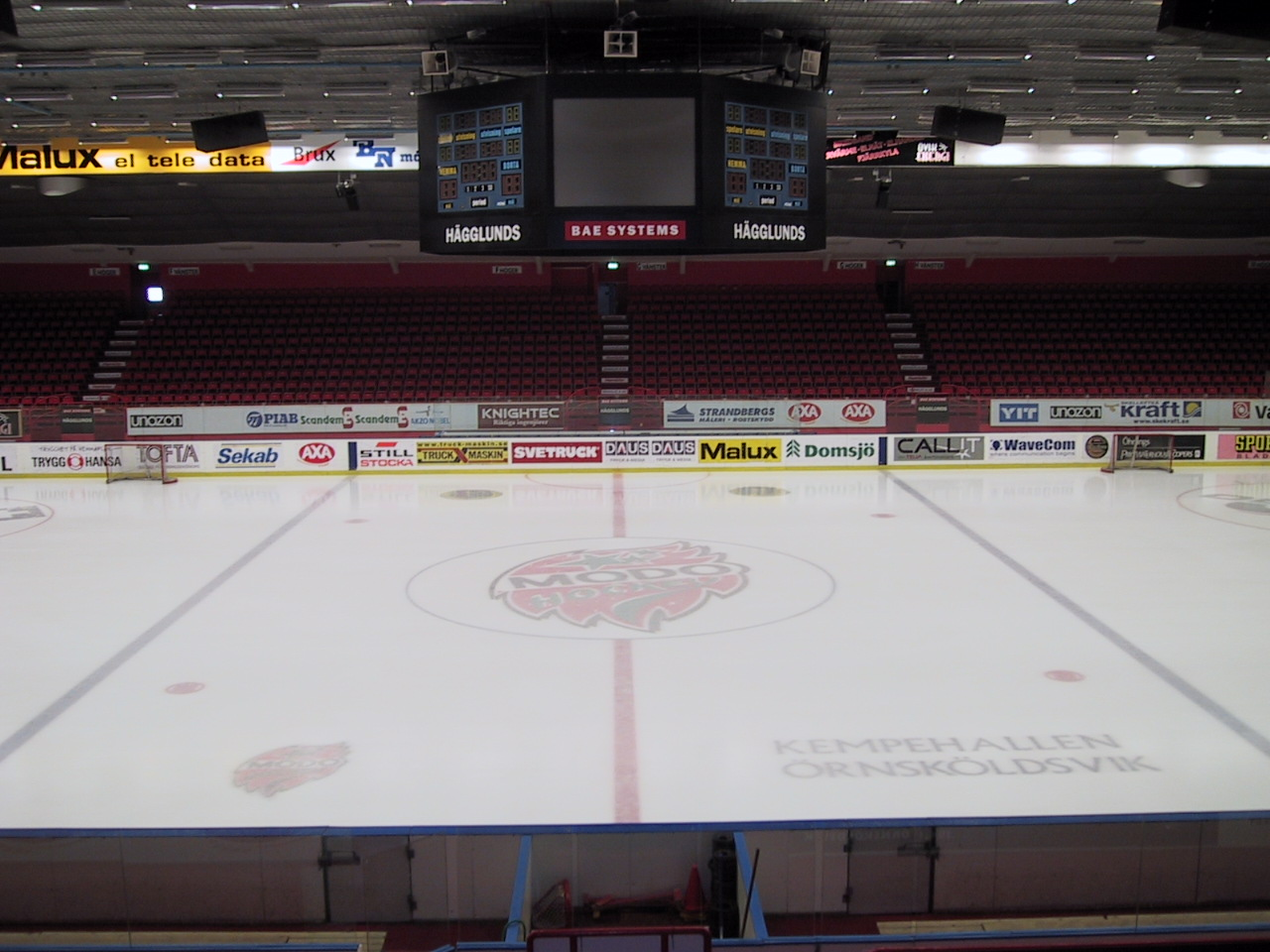
Die Kempehallen, die ehemalige Heimspielstätte von MODO

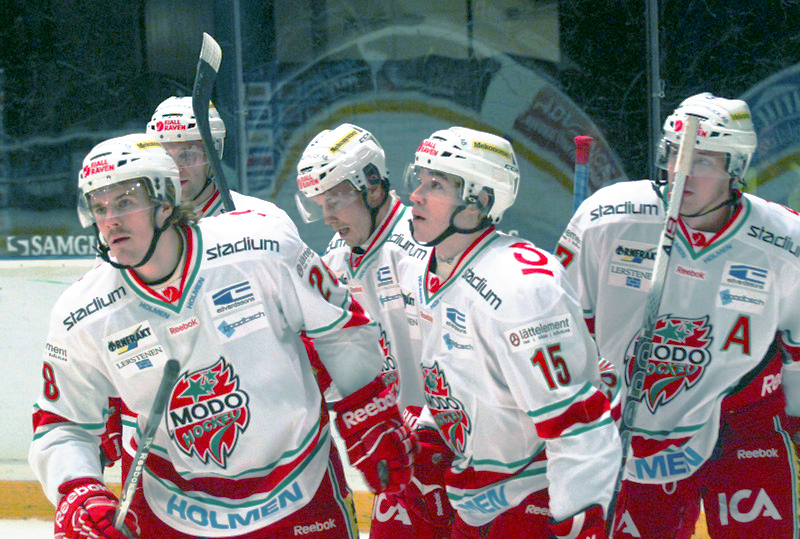
Modospieler in der Saison 2012.

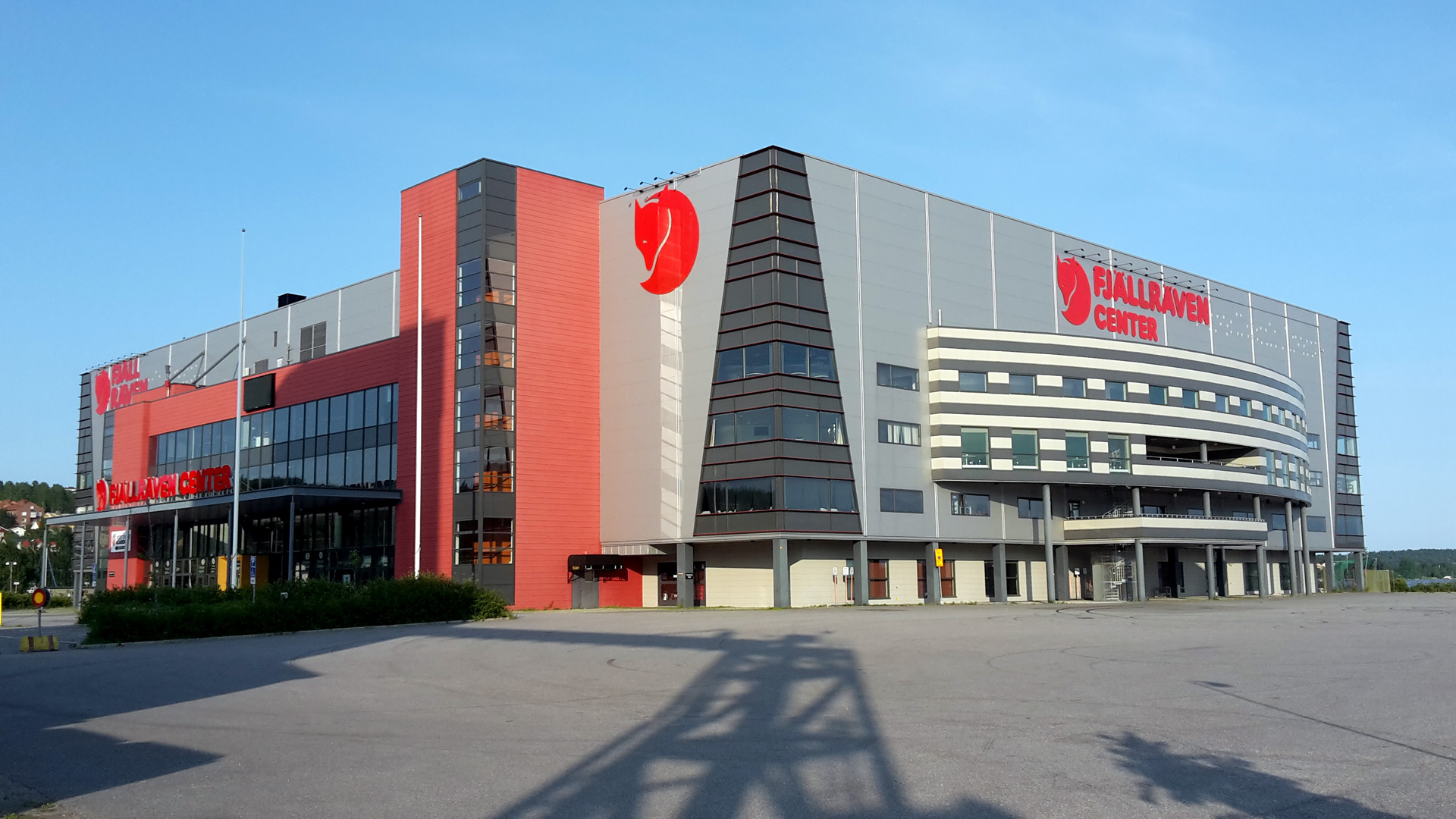
Hägglunds Arena

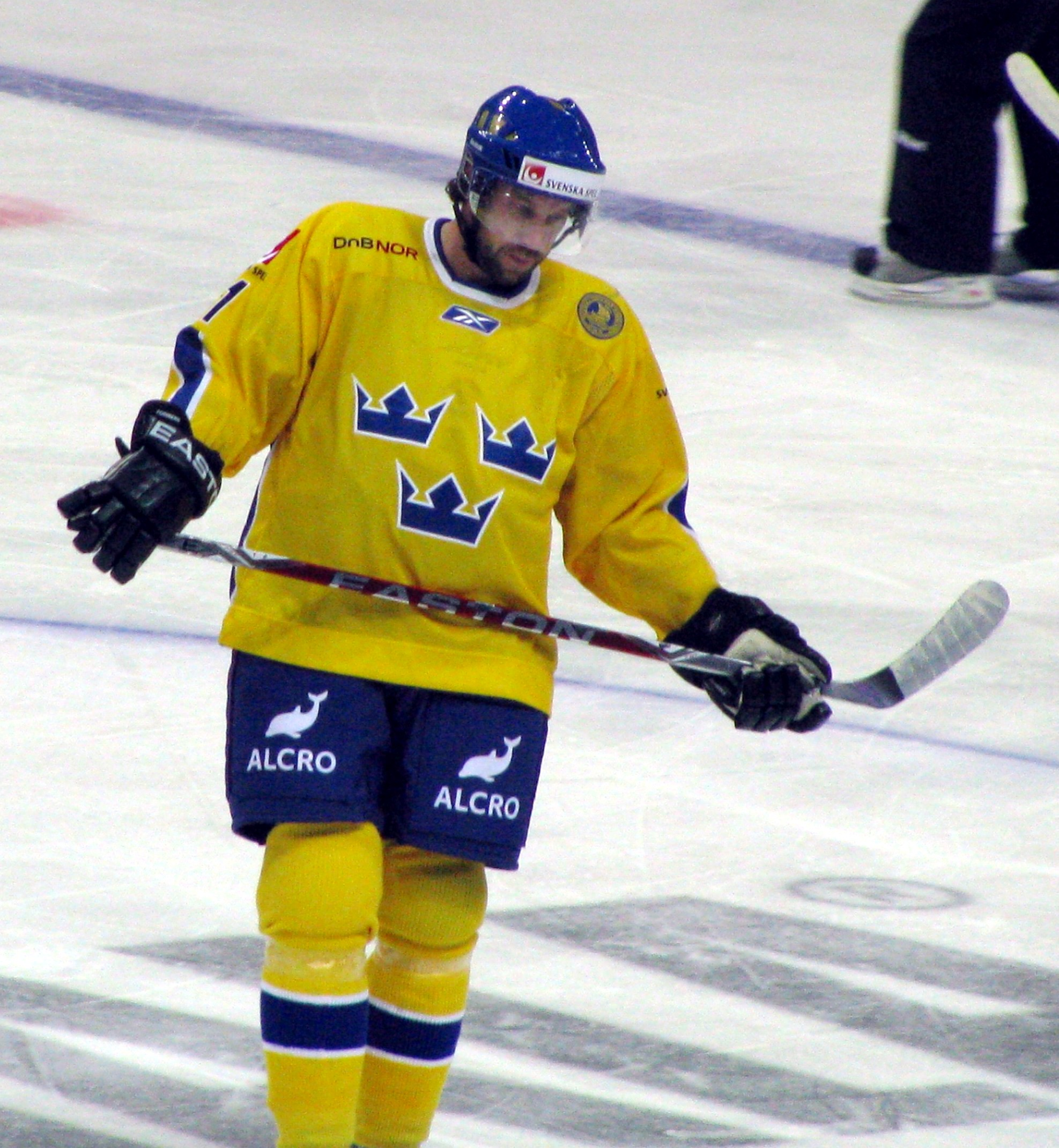
Forsberg im Trikot der schwedischen Nationalmannschaft.

1921 wurde in Örnsköldsvik der Alfredshems IK gegründet und 1963 in MoDo AIK umbenannt. Die Abkürzung MoDo stammt vom damaligen Hauptsponsor Mo och Domsjö AB. 1979, 1994, 1999, 2000, 2002 und 2007 erreichte MoDo das Finale der schwedischen Meisterschaft, 1979 und 2007 wurde das Team Meister. 2016 stieg der Verein in die HockeyAllsvenskan ab.
1987 wurde der Gesamtverein in den Eishockeyclub Modo HK und den Fußballclub MoDo FF  aufgeteilt. Die Sektion Langlauf schloss sich dem IoFK Hägglund an.
Der Club gilt als eine der Talentschmieden Schwedens, da ein hoher Anteil aller schwedischen Spieler der National Hockey League aus diesem Verein kommt.
Ab der Saison 2011/2012 sollte in der Hägglunds Arena (damals noch Fjällräven Center) in Örnsköldsvik ein MODO-Hockey-Museum entstehen. Trotz eines Darlehens der Gemeinde Örnsköldsvik in Höhe von 4 Mio. SEK musste der Verein das Projekt verschieben, da der Klub seinen Eigenanteil nicht aufbringen konnte. Die Arbeiten am Museum im Fjällräven Center begannen im August 2014. Die Ausstellung zeigt die Geschichte von MODO Hockey von 1921 bis heute.
In der Saison 2019/20 war Modo als Tabellenzweiter für die Playoffspiele um den Aufstieg in die SHL qualifiziert, jedoch wurde die Saison wegen der COVID-19-Pandemie in Schweden abgebrochen. In der Saison 2022/23 gelang der Wiederaufstieg in die höchste schwedische Liga Svenska Hockeyligan nach einem Sieg in Spiel 7 gegen Djurgården Hockey.
Nach 2 Jahren in der höchsten schwedischen Liga Svenska Hockeyligan erfolgte am Ende der Saison 2024/25 der erneute Abstieg in die zweitklassige HockeyAllsvenskan.

## Erfolge
- 1979 Gewinn der Hauptrunde der Elitserien
- 1979 Le-Mat-Pokal
- 1999 Gewinn der Hauptrunde der Elitserien
- 2007 Le-Mat-Pokal

### Spielertrophäen
| Guldpucken - Nils Johansson – 1964 - Peter Forsberg – 1993, 1994 - Daniel Sedin – 1999 - Henrik Sedin – 1999 - Per Svartvadet – 2007 | Guldhjälmen - Peter Forsberg – 1993, 1994 - Mats Zuccarello Aasen – 2010 | Håkan Loob Trophy - Peter Högardh – 2002 - Magnus Wernblom – 2003 - Mattias Weinhandl – 2005 - Per-Åge Skrøder – 2009 | Årets Rookie - Tobias Enström – 2003 - Victor Hedman – 2009 |

## Trainer seit 1951
| Zeitraum                   | Cheftrainer            | Saisons |
| -------------------------- | ---------------------- | ------- |
| 1951–1973                  | Carlabel Berglund      | 22      |
| 1973–1975                  | Lennart Höglander      | 2       |
| 1975–1977                  | Lars Öhman             | 2       |
| 1977–1983                  | Tommy Sandlin          | 6       |
| 1983–1985                  | Hardy Nilsson          | 2       |
| 1985–1987                  | Håkan Nygren           | 2       |
| 1987–1989                  | Anders Nordin          | 2       |
| 1989–1990                  | Ulf Thors              | 1       |
| 1990–Herbst 1991           | Jan-Åke Andersson      | 1,5     |
| Herbst 1991–1994           | Kent Forsberg          | 2,5     |
| 1994–1997                  | Leif Boork             | 3       |
| 1997–2001                  | Per Bäckman            | 4       |
| 2001–Herbst 2002           | Jim Brithén            | 1,5     |
| 2002 Herbst–2004           | Per-Arne Alexandersson | 1,5     |
| 2004–2005                  | Kent Forsberg          | 1       |
| 2005–2008                  | Harald Lückner         | 3       |
| 2008–2009                  | Harri Rindell          | 1       |
| 2009–Januar 2010           | Miloslav Hořava senior | 0,5     |
| Januar 2010–April 2010     | Hannu Aravirta         | 0,5     |
| April 2010–April 2011      | Charles Berglund       | 1       |
| 2011–2013                  | Ulf Samuelsson         | 2       |
| 2013–Januar 2015           | Anders Forsberg        | 1,5     |
| Januar 2015–März 2015      | Per-Erik Johnsson      | 0,25    |
| April 2015–November 2015   | Larry Huras            | 0,5     |
| November 2015–Februar 2017 | Andreas Johansson      | 1,5     |
| April 2017–März 2018       | Hans Särkijärvi        | 1       |
| April 2018–April 2020      | Björn Hellkvist        | 2       |
| Juni 2020–November 2020    | Ville Nieminen         | 0,25    |
| November 2020-Februar 2021 | Pär Styf               | 0,25    |
| Februar 2021-April 2021    | Magnus Sundquist       | 0,25    |
| April 2021-                | Mattias Karlin         |         |

## Spieler

### Nicht mehr zu vergebende Trikotnummern
Zu Ehren der Spieler werden ihre Trikotnummern nicht mehr vergeben.

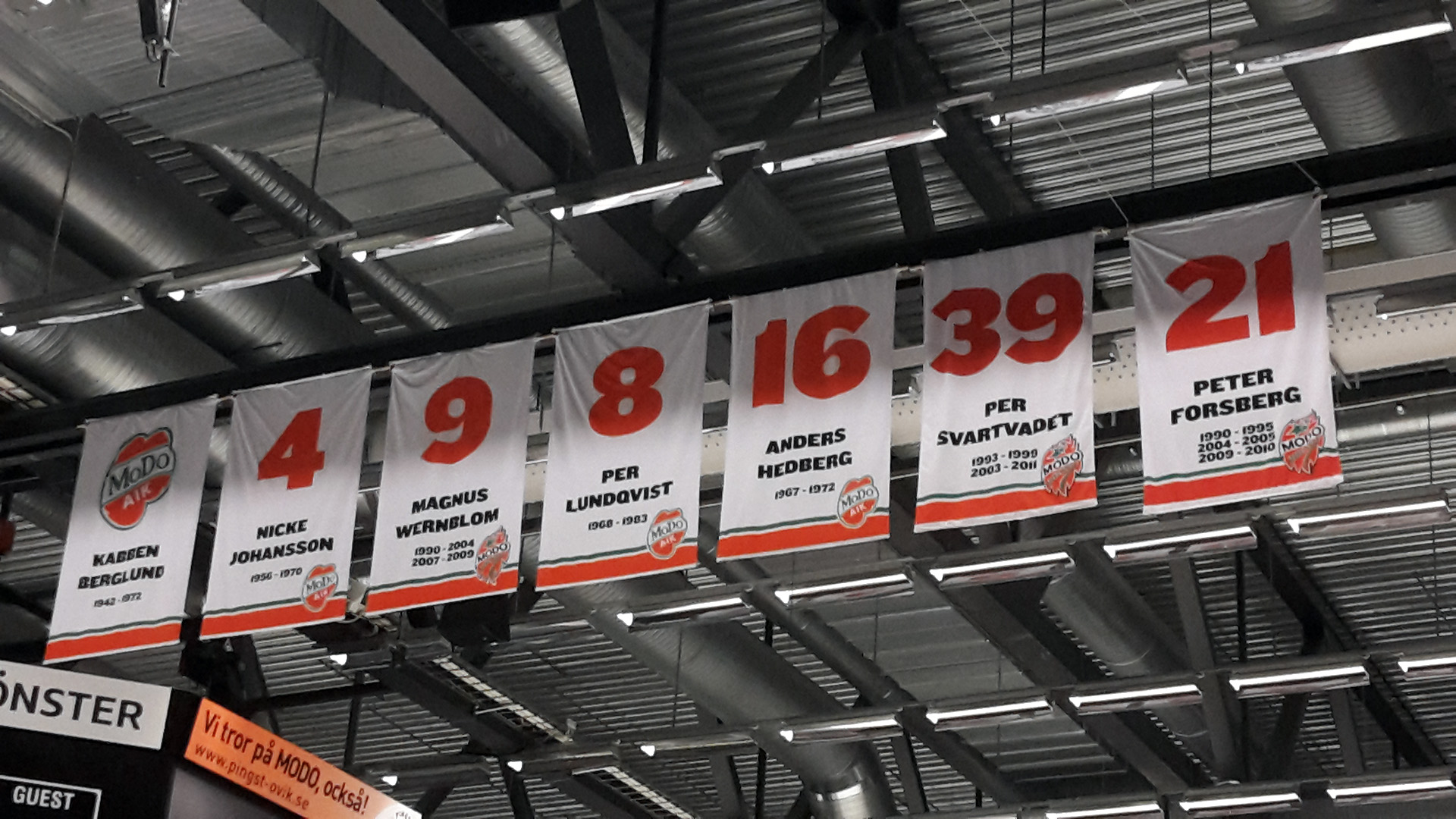
Gesperrte Trikotnummern in der Hägglunds Arena.

| Nummer | Spieler          | Position       | Zeitraum im Verein         |
| ------ | ---------------- | -------------- | -------------------------- |
| 3      | Mattias Timander | Verteidiger    | 1993–1996, 2004–2011       |
| 4      | Nils Johansson   | Verteidiger    | 1958–1970                  |
| 8      | Per Lundqvist    | Linker Flügel  | 1968–1983                  |
| 9      | Magnus Wernblom  | Rechter Flügel | 1990–2004, 2007–2009       |
| 16     | Anders Hedberg   | Rechter Flügel | 1967–1972                  |
| 21     | Peter Forsberg   | Center         | 1990–1995, 2005, 2009–2010 |
| 39     | Per Svartvadet   | Center         | 1992–1999, 2003–2009       |

### Bekannte Spieler
Obwohl Örnsköldsvik eine kleine Stadt mit etwa 33.000 Einwohnern ist, hat die Stadt zahlreiche Talente hervorgebracht. Die Stadt hat sechs Eishallen, wobei die Hägglunds Arena regelmäßig 7.000 Zuschauer bei MODO-Heimspielen verzeichnet, was fast ein Viertel der Bevölkerung ausmacht.
Anders Hedberg war einer der ersten Schweden, die in den 1970er Jahren in der NHL erfolgreich waren. Anfang der neunziger Jahre stiegen die Stürmer Peter Forsberg und Markus Näslund aus MODOs Nachwuchsmannschaften auf und wurden 1991 im NHL Entry Draft von den Philadelphia Flyers und Pittsburgh Penguins auf den 6. und 16. Gesamtrang ausgewählt. Sie wurden MODOs erste NHL-Stars. Neben diesen beiden gab es in der Saison 2002/03 13 NHL-Spieler aus Örnsköldsvik  selbst sowie sieben weitere, die innerhalb weniger Kilometer von Örnsköldsvik geboren und aufgewachsen waren. Stürmer Niklas Sundström spielte neben Forsberg und Näslund auch mit Modo und wurde 1993 im NHL Entry Draft der New York Rangers an achter Stelle ausgewählt.
Acht Jahre nach Forsberg und Naslund wurden die eineiigen Zwillinge, Daniel und Henrik Sedin, auf den Plätzen zwei und drei ausgewählt und kamen zu Näslund nach Vancouver. In der Saison 2005/06 belegten Näslund, Henrik und Daniel den ersten, zweiten und dritten Platz in der Mannschaftswertung der Canucks. Von der Saison 1998–1999 an bis zur Saison 2016–17, hat kein anderer Canucks-Spieler die Mannschaft geführt, außer Näslund, Henrik oder Daniel. In der Saison 2009/10 gewann Henrik als zweiter ehemaliger Modo-Spieler die Art Ross Trophy der NHL als Torschützenkönig der Liga und die Hart Memorial Trophy als MVP der Liga. Im nächsten Jahr gewann sein Zwillingsbruder Daniel Sedin die Art-Ross-Trophäe. Damit gewannen zwei Brüder zum ersten Mal in der Geschichte der NHL einen Titel in Folge.
In der Saison 2008/09 zog der Verteidiger Victor Hedman erhebliche Aufmerksamkeit von der NHL auf sich und wurde schließlich vom Tampa Bay Lightning an zweiter Stelle im NHL Entry Draft 2009 gewählt. 2018 wurde gewann er die James Norris Memorial Trophy als bester Verteidiger der Liga.
In der Saison 2015/16 debütierte Torhüter Linus Ullmark für  die Buffalo Sabres in der NHL. 2019 folgte ihm sein ehemaliger Mitspieler Victor Olofsson nach Buffalo.
Folgende NHL-Stars gingen aus den Nachwuchsmannschaften von MODO hervor:
- Thomas Gradin
- Victor Hedman
- Markus Näslund
- Peter Forsberg
- Niklas Sundström
- Henrik Sedin und Daniel Sedin
- Alexander Steen
- Samuel Påhlsson
- Hannu Pikkarainen
- Tommy Salo
- Alexander Bonsaksen
- Victor Olofsson
- Linus Ullmark
- Adrian Kempe
- Mats Zuccarello
- Robert Hägg
- William Nylander
- Dmytro Timashov
- Tomas Jonsson
- Anders Hedberg
- Tobias Enström
- Anton Forsberg